# Sân bay Mbandaka
Sân bay Mbandaka (IATA: MDK, ICAO: FZEA) là một sân bay ở Mbandaka, Cộng hòa Dân chủ Congo.

## Hãng hàng không và điểm đến
| Hãng hàng không                | Các điểm đến             |
| ------------------------------ | ------------------------ |
| Air Kasaï                      | Gemena, Kinshasa–N'djili |
| Compagnie Africaine d'Aviation | Boende, Kinshasa–N'djili |
| Congo Airways                  | Kinshasa–N'djili         |